# MAVEN
MAVEN (siglas en inglés de: Mars Atmosphere and Volatile EvolutioN, además maven en inglés significa «experto») es una sonda espacial diseñada por la Administración Nacional de Aeronáutica y del Espacio (NASA), para estudiar la atmósfera marciana. Uno de los objetivos de la misión es determinar cómo desaparecieron la atmósfera y el agua en Marte.
La misión fue lanzada con éxito a bordo de un cohete Atlas V el 18 de noviembre de 2013. MAVEN se insertó el 21 de septiembre de 2014, de acuerdo a las previsiones realizadas, en una órbita elíptica con un período de 35 horas para, luego de 6 semanas de maniobras y pruebas del instrumental, terminar en una órbita menor con un período de 4 horas y media, con un apogeo de 6300 kilómetros y un perigeo de 150 km sobre la superficie del planeta. A su vez, durante la misión principal de un año terrestre de duración, MAVEN debe realizar 5 incursiones a la parte superior de la atmósfera baja, donde reducirá su perigeo a 125 km una vez por cada incursión. El investigador principal de la misión es Bruce Jakosky del Laboratorio de Física Atmosférica y Espacial de la Universidad de Colorado en Boulder.

En septiembre de 2020, la nave espacial continúa su misión científica, con todos los instrumentos aún en funcionamiento y con suficiente combustible para durar al menos hasta 2030.

## Objetivos
Las características de Marte, que se asemejan a lechos de ríos secos, y el descubrimiento de minerales que se forman en presencia de agua, indican que el planeta tuvo alguna vez una atmósfera lo suficientemente densa y caliente para tener agua líquida fluyendo en la superficie. Sin embargo, de alguna manera perdió esa atmósfera densa en el espacio. Los científicos sospechan que hace millones de años, Marte perdió el 99% de su atmósfera cuando el núcleo del planeta se enfrió y su campo magnético decayó, permitiendo que el viento solar barreriera la mayoría de los compuestos de agua y volátiles que la atmósfera contenía. El objetivo de MAVEN es determinar la historia de la pérdida de los gases atmosféricos al espacio, proporcionando respuestas sobre la evolución del clima marciano. Mediante la medición de la velocidad con la que la atmósfera está actualmente escapando al espacio y la recopilación de suficiente información sobre los procesos relevantes, los científicos serán capaces de inferir cómo la atmósfera del planeta ha evolucionado con el tiempo. 
La misión MAVEN tiene cuatro objetivos científicos principales:

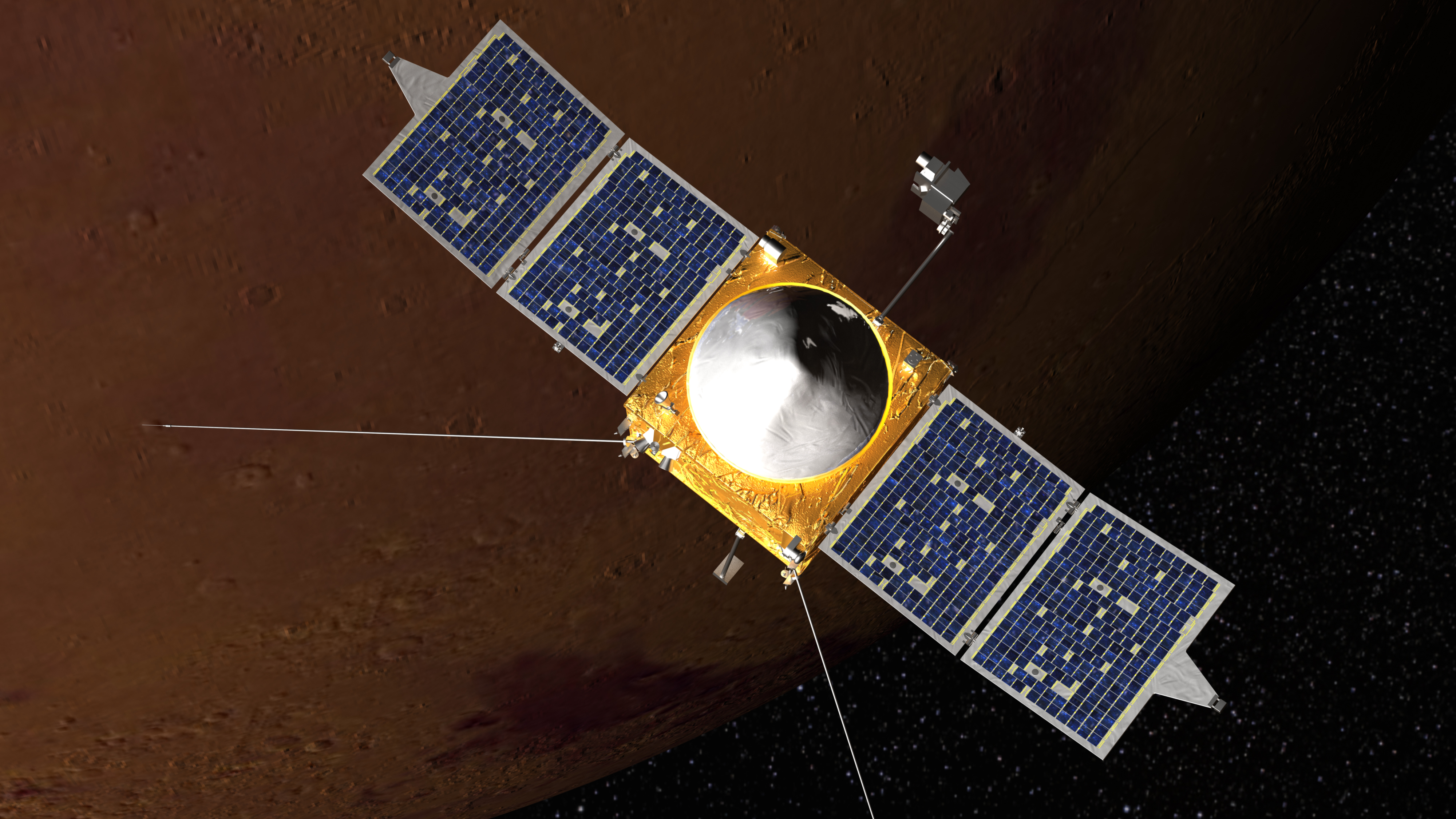
Concepción artística de la sonda espacial MAVEN

1. Determinar el papel que la pérdida de las sustancias volátiles de la atmósfera marciana al espacio ha jugado a través del tiempo.
2. Determinar el estado actual de la atmósfera superior, la ionosfera y las interacciones con el viento solar.
3. Determinar las tasas actuales de escape de gases neutros y iones al espacio y los procesos que los controlan.
4. Determinar las relaciones estables de isótopos en la atmósfera marciana.[13]

## Instrumentos
Los instrumentos de la sonda MAVEN analizarán la atmósfera superior del planeta rojo y cómo la misma interactúa con el Sol, midiendo el gas atmosférico, el viento solar y la ionosfera. La Universidad de Colorado en Boulder, la Universidad de California en Berkeley y el Centro de vuelo espacial Goddard han construido cada una un grupo de instrumentos de la sonda:
- Particles and Field (P&F) Package
  - Solar Wind Electron Analyzer (SWEA)- Medición de los electrones presentes en la ionosfera y en el viento solar.
  - Solar Wind Ion Analyzer (SWIA) - Medición de la densidad y de la velocidad de los iones del viento solar y de la magnetosfera.
  - Suprathermal and Thermal Ion Composition (STATIC) - Medición de los iones térmicos a media energía.
  - Solar Energetic Particle (SEP) - Determinación del impacto de las partículas energéticas solares en la atmósfera superior
  - Lagmuir Probe and Waves (LPW) - Determinación de las propiedades de la ionosfera.
  - Magnetometer (MAG) - Medición del campo magnético de la ionosfera y del viento solar.
- Remote Sensing (RS) Package
  - Imaging Ultraviolet Spectrometer (IUVS) - Medición de las características globales de la atmósfera superior y de la ionosfera.
- Neutral Gas and Ion Mass Spectrometer (NGIMS) - Medición de la composición y de los isótopos de los elementos neutros y de los iones.